# 吉野志穂
吉野 志穂（よしの しほ、1964年2月18日 - ）は、漫画家。青森県八戸市出身。

## 経歴
専門は成人向け漫画。1986年、大学在学中に『ハーフリータ』（松文館）創刊号に掲載の『ピンポン玉ミラクル』でデビュー。よしのしほ・藍田としぞうなどの別ペンネームを使うこともある。
なお、短編型の作家であり、中長編の作品はほとんどない。

## 作品リスト
1. 『聖パイナップル16』 1990年4月25日発行[2] 松文館（別冊エースファイブコミックス）
2. 『あぶないおキャンTEEN』 1991年6月18日発行[3] 松文館（別冊エースファイブコミックス）
3. 『あふれてとまらない』 1994年3月25日発行[4] 松文館（別冊エースファイブコミックス） ISBN 4-7901-0026-X
4. 『エレベーターレッスン』 1994年10月25日発行[5] 松文館（別冊エースファイブコミックス） ISBN 4-7901-0050-2
5. 『ABCぱにっく』 1995年6月25日発行[6] 松文館（別冊エースファイブコミックス） ISBN 4-7901-0086-3
6. 『背徳のメヌエット』 1995年10月25日発行[7] 松文館（別冊エースファイブコミックス） ISBN 4-7901-0107-X
7. 『禁断のノクターン』 1996年3月25日発行[8] 松文館（別冊エースファイブコミックス） ISBN 4-7901-0131-2
8. 『恥辱のプレリュード』 1996年10月25日発行[9] 松文館（別冊エースファイブコミックス） ISBN 4-7901-0176-2
9. 『インモラルな放課後』 1996年12月10日発行[10] コスミック出版（バナナコミックス） ISBN 4-88532-443-2
10. 『女淫の祝祭』 1997年4月25日発行[11] 松文館（別冊エースファイブコミックス） ISBN 4-7901-0217-3
11. 『調教御奉仕レッスン』 1997年8月25日発行[12] 桃園書房（桃園コミックス） ISBN 4-8078-3125-9
12. 『陵辱の檻』 1997年12月10日発行[13] ネイク出版（ネイクコミックス） ISBN 4-900700-70-3
13. 『変態倒錯』 1998年5月25日発行[14] 松文館（別冊エースファイブコミックス） ISBN 4-7901-0312-9
14. 『蕾の誘惑』 1998年6月25日発行[15] 久保書店（ワールドコミックススペシャル） ISBN 4-7659-0831-3
15. 『ふるえて眠れ!!』 1999年1月15日発行[16] 桃園書房（桃園コミックス） ISBN 4-8078-3206-9
16. 『真夜中の愛奴たち』 1999年1月25日発行[17] 久保書店（ワールドコミックススペシャル） ISBN 4-7659-0854-2
17. 『放課後Ｈタイム』 1999年10月25日発行[18] 久保書店（ワールドコミックススペシャル） ISBN 4-7659-0870-4
18. 『調教淫熟日記』 2001年1月15日発行[19] 桃園書房（桃園コミックス） ISBN 4-8078-3427-4
19. 『調教美巨乳嬲り』 2001年8月25日発行[20] 桃園書房（桃園コミックス） ISBN 4-8078-3520-3
20. 『肉蜜の淫罪』 2002年1月7日発行[21] 桜桃書房（EXコミックス） ISBN 4-7567-2517-1
21. 『輪姦遊戯』 2002年4月25日発行[22] 桃園書房（桃園コミックス） ISBN 4-8078-3626-9
22. 『近親幼膜嬲り』 2003年5月5日発行[23] 桜桃書房（EXコミックス） ISBN 4-7567-3111-2
23. 『少女麻薬』 2004年6月14日発行[24] オークス（夢雅コミックス） ISBN 4-86105-121-5
24. 『美少女調教ルーム』 2004年7月25日発行[25] モエールパブリッシング（シーズコミック） ISBN 4-921105-88-X
25. 『レイプ病棟24時～嬲られた少女達』 2004年10月15日発行[26] 桃園書房（桃園コミックス） ISBN 4-8078-3959-4 ※｢藍田としぞう」名義
26. 『幼辱』 2005年1月25日発行[27] モエールパブリッシング（シーズコミック） ISBN 4-86177-005-X
27. 『恥虐の蕾』 2005年10月25日発行[28] モエールパブリッシング（ももまんじるし） ISBN 4-903028-31-3
28. 『痴悦のお遊戯』 2006年4月25日発行[29] モエールパブリッシング（ももまんじるし） ISBN 4-903028-56-9